# Glyphopneustes
Glyphopneustes is een geslacht van uitgestorven zee-egels uit de klasse van de Echinoidea.

## Verspreiding en leefgebied
Dit geslacht kwam voor in het Krijt (Cenomanien - Maastrichtien) in Noord-Afrika en het Arabisch Schiereiland.